# Доргу, Патрик
Патрик Чиназаэкпере Доргу (дат. Patrick Chinazaekpere Dorgu; родился 26 октября 2004) — датский футболист, левый защитник английского клуба «Манчестер Юнайтед» и сборной Дании.

## Клубная карьера
Воспитанник футбольной академии датского клуба «Норшелланн». В сезоне 2022/23 выступал за молодёжную команду итальянского клуба «Лечче» на правах аренды, а летом 2023 года перешёл в «Лечче» на постоянной основе, хотя к нему проявляли интерес английские клубы «Ливерпуль», «Манчестер Сити» и испанская «Барселона».  13 августа 2023 года дебютировал за «Лечче» в матче Кубка Италии против «Комо», а неделю спустя вышел в стартовом составе в матче итальянской Серии A против «Лацио».
2 февраля 2025 года перешёл в английский клуб «Манчестер Юнайтед», подписав контракт до лета 2030 года. Сумма трансфера составила 30 млн евро (25,1 млн фунтов). 7 февраля 2025 года дебютировал за «Манчестер Юнайтед» в матче Кубка Англии против «Лестер Сити».

## Карьера в сборной
Выступал за сборные Дании до 18, до 19, до 20 лет и до 21 года.
5 сентября 2024 года дебютировал за главную сборную Дании в матче против сборной Швейцарии, выйдя на замену на 81-й минуте, и менее чем через минуту забил гол.